# Carretera de Dakota del Norte 13
Carretera de Dakota del Norte 13 o North Dakota Highway 13 es una principal carretera de sentido oeste-este ubicada en el estado de Dakota del Norte. Gran parte de ella, es una carretera rural de dos carriles, pero al final llega a 12 millas (19,3 km) al este de la I-29 es una carretera de 4 carriles. Su terminal oriental se encuentra en la ND 210. Su extremo occidental se encuentra en la ND 1804 a 13 millas (20,9 km) al oeste de Linton y a 50 millas (80,5 km) al sur de Bismarck.